# Alojzij Rozina
Alojzij Rozina, slovenski partizan, politik in strojevodja, * 17. maj 1911, Šmihel, † ?.
V NOV in POS je vstopil leta 1943. Kot pripadnik Železničarske brigade je bil eden izmed odposlancev, ki so se udeležili Zbora odposlancev slovenskega naroda v Kočevju.